# Transporte del condado de San Diego

## Servicios férreos

### Local

#### Tranvía de San Diego
El Tranvía o Trolley de San Diego es un sistema de transporte regional que sirve al área metropolitana incluyendo el centro de San Diego, este del condado South Bay, y San Ysidro.

#### Coaster
El San Diego Coast Express Rail, o simplemente como Coaster es un ferrocarril de cercanías que conecta al área del Norte del Condado con San Diego. La mayoría de los usuarios viven en el Norte del Condado y trabajan en el centro. [cita requerida].

#### Sprinter
El Sprinter es una línea de  transporte regional ligero entre Oceanside y Escondido, California. El servicio usa 22 millas las vías del ramal de Escondido del San Diego Northern Railroad. El sistema cuenta con quince estaciones, incluyendo paradas en las ciudades de Oceanside (terminal occidental), Vista, San Marcos, y Escondido (terminal oriental).
El sistema de Sprinter es abastecido con automotores Siemens Desiro manufacturados en Alemania, donde son usados comúnmente.

### Conexiones

#### AmtrakPacific Surfliner
El Pacific Surfliner es una ruta de 350-millas (563 km) de Amtrak que sirve a las comunidades del Sur de California entre San Diego y San Luis Obispo con paradas en Los Ángeles.

#### Metrolink
Metrolink es una red ferroviaria de cercanías que conecta a las principales ciudades del Sur de California incluyendo a San Diego vía transferencias en Oceanside, Anaheim, Los Ángeles, y Riverside. El Metrolink no opera en las áreas intermedias de San Diego.

## Servicio de autobuses
Los autobuses en el condado de San Diego son operados por tres agencias.

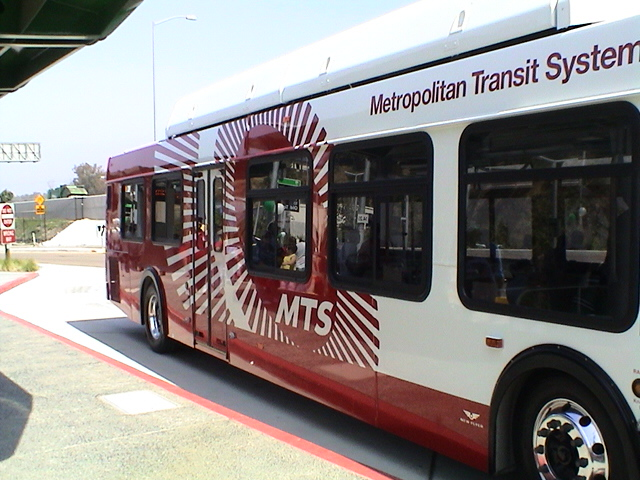
Nueva flota de autobuses de San Diego.

### Metropolitan Transit System
El San Diego Metropolitan Transit System (MTS) es el servicio de tránsito público que abastece la zona Central, Sur, Noreste y Sur este del condado de San Diego. El MTS opera las subsidiarias del Tranvía de San Diego, Incorporated (SDTI) y San Diego Transit, Corporation (SDTC). San Diego Transit opera directamente la mitad de todas las rutas ajustadas de autobuses dentro del área de servicio.  El resto de los servicios son operados en contratos con Veolia Transportation Services o Southland Transportation Services.  Algunas rutas de los autobuses del MTS hacia los servicios de Breeze en Escondido o Ramona en el área del Norte del Condado.  El MTS empezó a descargar todas las rutas y horarios en Google Maps para facilitar la búsqueda y planeación de una dirección parecido a TransitTrips. 
La ciudad de Chula Vista contrató a Veolia Transportation Services para proveer las rutas fijas de la ciudad.

### North County Transit District
El North San Diego County Transit District's (NCTD) "BREEZE" opera 53 rutas de autobuses en la parte norte del condado desde Del Mar, Escondido, y Ramona, a las líneas de los condados de Orange y Riverside. Las rutas están la serie 300 y 400 (con la excepción de la ruta 101).
Los boletos y pases mensuales pueden ser usado en los servicios del MTS y el servicio NCTD incluyendo los autobuses y el tranvía, pero el uso del COASTER pueda que requiera de otro boleto .
Además, los autobuses expresos de la Agencia de Tránsito de Riverside conecta a Temecula con Oceanside.

## Transporte de carreteras

### Carreteras
El condado de San Diego cuenta con una extensa red de carreteras que permite a los conductores de vehículos y ciclistas tener un acceso conveniente a prácticamente todos los destinos de San Diego.

### Ciclovías
Las ciclovías en el condado de San Diego consisten de las ciclovía clase 1, que están separadas de las calles públicas, la ciclovía de clase 2, que son espacios marcados en la carretera especialmente designados para ser usados por los ciclistas en la carretera, y la clase 3, que son calles regulares particularmente atractivas para los ciclistas. El SANDAG público un mapa en el que se ven todas las ciclovías del área metropolitana de San Diego.

## Transporte aéreo
El Aeropuerto Internacional de San Diego es el segundo aeropuerto comercial de una sola pista del mundo, con aproximadamente 600 llegadas y salidas moviendo más de 40,000 pasajeros al día, y más de 18 millones de pasajeros al año.
Sin embargo, ocupa un terreno mucho más pequeño comparado con otros aeropuertos similares en Estados Unidos. Como resultado, recientemente se ha estudiado las posibilidades de construir otro aeropuerto en el área, o recolo o cambiar completamente la ubicación del actual.

## Servicios de ferry
El Coronado Commuter Ferry abastece por las mañanas y las tardes a los usuarios de la bahía de San Diego del San Diego Broadway Pier, hacia la Naval Air Station North Island, y el San Diego Broadway Pier. El San Diego Harbor Excursions opera el San Diego Broadway Pier.